# Аарон П'єрр
Аарон Джордан П'єрр (англ. Aaron Jordan Pierre; нар. 17 лютого 1993, Саутгелл, Лондон, Англія) — гренадський та англійський футболіст, захисник клубу Другої футбольної ліги «Нортгемптон Таун» та національної збірної Гренади. Футбольну кар'єру розпочинав у молодіжній футбольній академії клубу Прем'єр-ліги «Фулгем», а в 2011 році приєднався до «Брентфорду» з Першої футбольної ліги.

## Клубна кар'єра

### «Брентфорд»
Народився в Саутгеллі, Лондон. Футбольну кар'єру розпочав у молодіжному складі «Фулгема», проте в 2011 році отримав статус вільного агента. У квітні 2011 року, разом з іншими колишніми гравцями «Фулгема» (Джонатаном Косгроувом, Альбертом Овусу-Анса та Майклом Камо), вирушив на перегляд до «Брентфорда» з Першої футбольної ліги та став єдиним з цієї четвірки, кому клуб запропонував контракт. У дебютному для себе сезоні 2011/12 років виступав за молодіжну команду. На професіональному рівні дебютував 4 грудня 2012 року, вийшовши на заміну Джейку Бідвеллу, в програному (1:2) поєдинку проти «Саутенд Юнайтед» у Трофеї Футбольної ліги. У сезоні 2012/13 років чотири рази потрапляв на лаву запасних на матчі першої команди, проте жодного разу на поле не виходив. Наприкінці сезону тренувався разом з ісландським клубом-партнером «Брентфорда» «Сельфоссом». У сезоні 2012/13 років був провідним гравцем молодіжного складу, зіграв у стартовому складі 19 матчів та відзначився 2-а голами, окрім того тренувався з першою командою. 20 червня 2013 року підписав новий 1-річний контракт з клубом, за яким Аарон залишався гравцем «Брентфорда» до літа 2014 року. 27 серпня 2013 року провів свій перший поєдинок за першу команду в сезоні 2013/14 років, замінивши у другому таймі програного виїзного (0:5) поєдинку Кубка Футбольної ліги (проти «Дербі Каунті») Скотта Бартона. У жовтні 2013 року П'єрра виставили для оренди, ним цікавилися клуби Національної ліги «Олдершот Таун» та «Кембридж Юнайтед». У лютому 2014 року його знову виставили у список гравців, доступних до оренди, проте він оголосив про бажання розпочати переговори щодо нового контракту вже наступного місяця. Незважаючи на те, що значну частину сезону 2013/14 років Аарон провів в орендах, він встиг зіграти два матчі за першу команду «Брентфорда» та 12 матчів за молодіжну команду. На початку травня було оголошено, що П'єрур було запропоновано новий контракт, після того, як він вдало виступав в оренді на «Гріффін Парк» протягом сезону 2013/14 років. 16 травня було повідомлено, що Аарон відмовляється від нового контракту та залишає «Брентфорд». Протягом трьох років у футболці «Бджіл» зіграв три матчі за першу команду.

#### Оренда в «Кембридж Юнайтед»
П'єрр перейшов в оренду до клубу Національної ліги «Кембридж Юнайтед» 28 листопада 2013 року, яка спочатку мала тривати до 4 січня 2014 року. Менеджер молодіжної команди «Брентфорда» Джон де Соуза порекомендував П'єрра президенту «Кембриджа» Річарду Мані, з яким де Соужа працював разом, коли Мані виступав у «Лутон Таун». Аарон пропустив декілька матчів через травму, проте 14 грудня він потрапив на лаву запасних до матчу за Трофей Футбольної Асоціації проти «Сент-Олбанс Сіті». Після заміни Джоша Джилса на 69-й хвилині за рахунку 1:1, П'єрр відзначився влучним ударом з 25-и ярдів на 3-й доданій хвилині поєдинку, який вивів «Кембридж» до третього раунду Трофею. По завершенні матчу Аарон заявив: «Сподіваюся працювати з ним (Мані) якомога довше, [він] допоможе мені удосконалюватися й позбутися всіх дурних помилки в моїй грі. Я просто побачу, як тут йдуть справи, але, сподіваюся, я зможу просто прогресувати, і якщо [він] захоче, щоб я залишився трохи довше, я зробив би це». 6 січня 2014 року, зігравши після цього ще один поєдинок за «Кембридж Юнайтед», змушений був повернутися в «Брентфорд». Директор академії «Брентфорда» Осе Айбанжі зазначив, «що хоча період ігрового часу Аарона в Кембриджі був обмежений, атмосфера та досвід виступів у команді, яка прагне до виходу в Футбольну лігу, — це те, чого він раніше не відчував і він може багато чому навчитися».

### «Вікем Вондерерз» (оренда та повноцінний перехід)
28 лютого 2014 року Аарон перейшов у 1-місячну оренду до «Вікем Вондерерз» з Другої футбольної ліги, як заміна травмованому Гарі Догерті. Отримавши 19-й ігровий номер, потрапив на лаву для запасних команди вже наступного дня, в нічийному (1:1) поєдинку проти «Саутенд Юнайтед». Незважаючи на те, що Аарон так і не вийшов на поле, він заявив про зацікавленість у продовженні оренди. 25 березня Аарон дебютував у Футбольній лізі вийшовши на поле в стартовому складі програного (0:1) поєдинку проти «Бертон Альбіон» і вперше у професіональній кар'єрі відіграв усі 90 хвилин матчу. По завершенні матчу менеджер Гарет Ейнсворт сказав про П'єрра наступне: «зіграв дуже добре. Солідний та високий, [він нам] дуже підходить. Міг би відзначитися голом, якщо б знаходися на декілька сантиметрів в інший бік». 29 березня відіграв другий поспіль матч у стартовому складі проти «Сканторп Юнайтед» (0:0). Через два дні, оренда П'єрра була продовжена до завершення сезону 2013/14 років. Втретє за «Вікем» зіграв 5 квітня у переможному (2:0) поєдинку проти «Дагенем енд Редбрідж», де замінив також орендованого одноклубника з «Брентфорда» Люка Норріса. Дебютним голом у професіональній кар'єрі відзначився в нічийному (1:1) поєдинку за право збереження місця в чемпіонаті проти «Нортгемптон Таун». Зіграв 8 матчів за першу команду, допоміг клубу виграти (3:0) у вирішальному поєдинку за право збереження місця Другої ліги проти «Торкі Юнайтед». Повернувшись на Гріффін Парк, директор академії Брентфорд Осе Айбанге сказав: «Аарон грав у матчі, які він пам'ятає назавжди. Він відіграв важливу роль у допомозі «Вікему» вирватися з вилетів, і він зможе стати їм в пригоді в найближчі роки». 15 травня повідомлялося, що менеджер Гарет Ейнсворт вирішив зробити ставку на П'єрра і трансфер було завершено наступного дня.

### «Нортгемптон Таун»
21 липня 2017 року Аарон підписав 3-річний контракт з клубом «Нортгемптон Таун» в Першій лізі.

## Кар'єра в збірній
П'єрр отримав право виступати за Гренаду щзавдяки походженню своїх батьків, а в вересні 2015 року отримав свій дебютний виклик до національної команди.

## Статистика

### Клубна
Станом на 25 лютого 2019
| Клуб                        | Сезон             | Ліга              | Ліга  | Ліга | Кубок ФА | Кубок ФА | Кубок ліги | Кубок ліги | Інші  | Інші | Загалом | Загалом |
| Клуб                        | Сезон             | Дивізіон          | Матчі | Голи | Матчі    | Голи     | Матчі      | Голи       | Матчі | Голи | Матчі   | Голи    |
| --------------------------- | ----------------- | ----------------- | ----- | ---- | -------- | -------- | ---------- | ---------- | ----- | ---- | ------- | ------- |
| «Брентфорд»                 | 2012–13           | Перша ліга        | 0     | 0    | 0        | 0        | 0          | 0          | 1     | 0    | 1       | 0       |
| «Брентфорд»                 | 2013–14           | Перша ліга        | 0     | 0    | 0        | 0        | 1          | 0          | 1     | 0    | 2       | 0       |
| «Брентфорд»                 | Загалом           | Загалом           | 0     | 0    | 0        | 0        | 1          | 0          | 2     | 0    | 3       | 0       |
| «Кембридж Юнайтед» (оренда) | 2013–14           | Національна ліга  | 0     | 0    | 0        | 0        | —          | —          | 1     | 1    | 1       | 1       |
| «Вікем Вондерерз» (оренда)  | 2013–14           | Друга ліга        | 8     | 1    | —        | —        | —          | —          | —     | —    | 8       | 1       |
| «Вікем Вондерерз»           | 2014–15           | Друга ліга        | 42    | 4    | 2        | 1        | 1          | 0          | 4     | 0    | 49      | 5       |
| «Вікем Вондерерз»           | 2015–16           | Друга ліга        | 40    | 2    | 4        | 0        | 0          | 0          | 1     | 0    | 45      | 2       |
| «Вікем Вондерерз»           | 2016–17           | Друга ліга        | 39    | 2    | 4        | 0        | 1          | 0          | 3     | 0    | 47      | 2       |
| «Вікем Вондерерз»           | Загалом           | Загалом           | 129   | 9    | 10       | 1        | 2          | 0          | 8     | 0    | 149     | 10      |
| «Нортгемптон Таун»          | 2017–18           | Перша ліга        | 19    | 0    | 2        | 0        | 1          | 0          | 1     | 0    | 23      | 0       |
| «Нортгемптон Таун»          | 2018–19           | Друга ліга        | 30    | 4    | 1        | 0        | 0          | 0          | 3     | 2    | 34      | 6       |
| «Нортгемптон Таун»          | Загалом           | Загалом           | 49    | 4    | 3        | 0        | 1          | 0          | 4     | 2    | 57      | 6       |
| Усього за кар'єру           | Усього за кар'єру | Усього за кар'єру | 175   | 12   | 13       | 1        | 4          | 0          | 15    | 3    | 210     | 17      |

1. 1 2 3  Матчі в Трофеї Футбольної ліги
2. ↑  Матчі в Трофеї ФА
3. ↑  Один матч у Трофеї футбольної ліги, три — в плей-оф Другої ліги
4. 1 2 3  Матч(і) в Трофеї ФЛ

### У збірній
Станом на 10 червня 2017
| Національна команда | Рік     | Матчі | Голи |
| ------------------- | ------- | ----- | ---- |
| Гренада             | 2015    | 2     | 0    |
| Гренада             | 2017    | 2     | 1    |
| Загалом             | Загалом | 4     | 1    |

### Голи за збірну
Станом на 10 червня 2017 року. 
| № | Дата          | Місце                               | Матч | Суперник           | Рахунок | Результат | Змагання    | Пос.   |
| - | ------------- | ----------------------------------- | ---- | ------------------ | ------- | --------- | ----------- | ------ |
| 1 | 8 червня 2017 | Прогресс Парк, Сент-Ендрюс, Гренада | 3    | Бермудські Острови | 1–1     | 2–2       | Товариський | [ 48 ] |

## Досягнення
Індивідуальні
- Команда року за версією ПФА: 2015/16 (Друга ліга)[49]